# 1061

## Esdeveniments
- Alexandre II és elegit papa
- Acabada la catedral de Speyer
- 16 d'abril Pedro Dias i Muño Vandilas (primer matrimoni documentat a la Península Ibèrica) es casen per un sacerdot en una capella al municipi gallec de Rairiz de Veiga dins el Regne de Lleó.[1]